# Сельское поселение Путь Октября
Се́льское поселе́ние Путь Октября — муниципальное образование в Кизильском районе Челябинской области Российской Федерации.
Административный центр — посёлок Путь Октября.

## История
Статус и границы сельского поселения установлены Законом Челябинской области от 17 сентября 2004 года № 276-ЗО «О статусе и границах Кизильского муниципального района и сельских поселений в его составе»

## Население
| 2002  | 2010  | 2011  | 2012  | 2013  | 2014  | 2015  |
| ----- | ----- | ----- | ----- | ----- | ----- | ----- |
| 2247  | ↘2101 | ↘2096 | ↘2062 | ↘1999 | ↘1982 | ↘1923 |
| 2016  | 2017  | 2018  | 2019  | 2020  | 2021  |       |
| ↘1901 | ↘1855 | ↘1796 | ↘1766 | ↘1714 | ↘1509 |       |

## Состав сельского поселения
| № | Населённый пункт | Тип населённого пункта          | Население |
| - | ---------------- | ------------------------------- | --------- |
| 1 | Амамбайка        | посёлок                         | ↘262      |
| 2 | Березки          | посёлок                         | ↘300      |
| 3 | Лесной           | посёлок                         | ↘300      |
| 4 | Прудный          | посёлок                         | ↘109      |
| 5 | Путь Октября     | посёлок, административный центр | ↗1129     |
| 6 | Хутор 11-й       | хутор                           | ↘1        |